# Fleur van de Kieft
Fleur Nicolette Andrea van de Kieft, nach Heirat Reinigert-van de Kieft, (* 22. Oktober 1973 in Amsterdam) ist eine ehemalige niederländische Hockeyspielerin. Sie gewann mit der niederländischen Nationalmannschaft die olympische Bronzemedaille 1996 und 2000, 1998 war sie Weltmeisterschaftszweite und 1999 Europameisterin.

## Sportliche Karriere
Die 1,63 m große Fleur van de Kieft wirkte von 1996 bis 2002 in 137 Länderspielen mit, in denen sie 44 Tore erzielte.
1996 beim olympischen Hockeyturnier in Atlanta belegten die Niederländerinnen nach der Vorrunde den vierten Platz hinter den punktgleichen Britinnen. Im Spiel um Bronze zwischen diesen beiden Mannschaften siegten die Niederländerinnen im Siebenmeterschießen, wobei van de Kieft nicht am Siebenmeterschießen beteiligt war. 1998 fand die Weltmeisterschaft in Utrecht statt. Die Niederländerinnen belegten in der Vorrunde dank des besseren Torverhältnisses den ersten Platz vor den Argentinierinnen. Nach einem 6:1-Halbfinalsieg über die deutschen Damen trafen die Niederländerinnen im Finale auf die australische Mannschaft. Die Australierinnen gewannen mit 3:2. Im Jahr darauf war Köln Austragungsort der Europameisterschaft 1999. Die Niederländerinnen gewannen ihre Vorrundengruppe und bezwangen im Halbfinale das englische Team nach Verlängerung. Im Finale siegten die Niederländerinnen mit 2:1 gegen die Deutschen. Bei den Olympischen Spielen 2000 in Sydney belegten die Niederlande in der Vorrunde den dritten Platz und erreichten damit die Hauptrunde. Mit einem Sieg und zwei Niederlagen platzierten sich die Niederländerinnen in der Hauptrunde auf dem vierten Platz und spielten gegen die spanische Mannschaft um Bronze. Dieses Spiel gewannen sie mit 2:0.
Fleur van de Kieft spielte im Verein beim Larensche Mixed Hockey Club und beim HC Rotterdam. In den 2010er Jahren war Fleur Reinigert-van de Kieft Team-Managerin der niederländischen U21-Nationalmannschaft.